# Shinekhen
Le shinekhen (en mongol de Chine ᠰᠢᠨᠡᠬᠡᠨ ᠠᠮᠠᠨ ᠠᠶᠠᠯᠭᠤ sineken aman ayalγu; en chinois 锡尼河土语 Xīníhé tǔyǔ) est un dialecte mongol du bouriate, parlé dans la préfecture de Hulunbuir dans l'Est de la Mongolie-Intérieure, en Chine.

## Histoire
Les 6 000 Bouriates Shinekhen, venus de Russie, ont immigré en Chine après 1920. Ils vivent 
dans la bannière d'Evenki.

## Phonétique historique
Le tableau montre les particularités du shinekhen par rapport au tchakhar et au mongol littéraire sous la forme utilisée en Chine.
| shinekhen | tchakhar | mongol de Chine   |              |
| --------- | -------- | ----------------- | ------------ |
| dzʊhəŋ    | ʤʊs      | ᠴᠢᠰᠤ čisu         | sang         |
| jɑwhɑŋ    | jɑwsɑŋ   | ᠶᠠᠪᠤᠭ᠋ᠰᠠᠨyabuγsan  | alla (verbe) |
| mulʲhəŋ   | mos      | ᠮᠥᠰᠦ mösü         | glace        |
| nɔliwhɑŋ  | nʊlmɑs   | ᠨᠢᠯᠪᠤᠰᠤ nilbusu   | larme        |
| ʃiːrhəŋ   | ʧɪːrs    | ᠴᠢᠭᠢᠷᠰᠦ čigirsü   | rabane       |
| xʲʊhʊːr   | gʊsʊːr   | ᠬᠤᠰᠤᠭᠤᠷ qusuγur   | grattoir     |
| hɔrʲmhɔŋ  | sɔrʲɔms  | ᠰᠣᠷᠮᠣᠣᠰᠤ sormuusu | cil          |
| nʲʊhɑŋ    | nʊs      | ᠨᠢᠰᠤ nisu         | morve        |